# Johannes Ranke

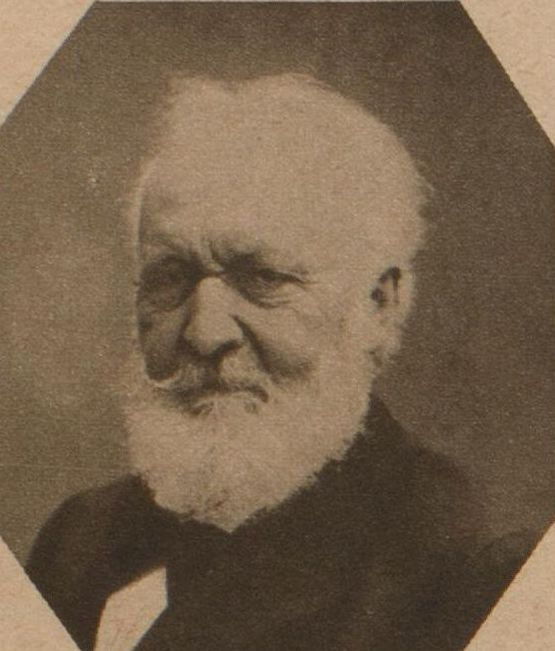
Johannes Ranke

Johannes Ranke (* 23. August 1836 in Thurnau bei Kulmbach; † 26. Juli 1916 in München) war ein deutscher Mediziner, Physiologe und Anthropologe sowie Gründer der Prähistorischen Sammlung (heute Archäologische Staatssammlung) in München.

## Familie
Johannes Ranke wurde als Sohn des thüringisch-oberfränkischen Theologen Friedrich Heinrich Ranke (1798–1876) und seiner Frau Selma, einer Tochter des sächsischen Arztes und Naturforschers Gotthilf Heinrich von Schubert (1780–1860) geboren. Wie sein Bruder Heinrich von Ranke (1830–1909), der ab 1866 die Pädiatrische Poliklinik in München leitete, war er ein Neffe des Historikers Leopold von Ranke (1795–1886). Johannes Rankes Sohn Karl Ernst Ranke (1870–1926) war Internist in München und trat in der Tuberkuloseforschung hervor. Seine Tochter Amalie heiratete den Nationalökonomen Johann von Helferich.

## Leben
Ranke studierte Medizin und Naturwissenschaften in München, Tübingen, Berlin und Paris – u. a. bei Justus von Liebig und Rudolf Virchow. Während seines Studiums wurde er 1857 Mitglied der Burschenschaft Germania Tübingen, aus der er 1860 wieder austrat, jedoch zeitlebens verbunden blieb – über einen Antrag auf Wiederaufnahme konnte aufgrund seines Todes nicht mehr abgestimmt werden. Er wurde 1861 in München zum Dr. med. promoviert. 1863 habilitierte er sich mit einer Arbeit über den „Galvanischen Leitungswiderstand des lebenden Muskels“ für das Fach Physiologie in der Medizinischen Fakultät der Universität München und lehrte dort seit 1869 Anthropologie und Allgemeine Naturgeschichte als außerordentlicher Professor. 1886 wurde er, berufen am 1. August, zum ersten Lehrstuhlinhaber für Anthropologie in Deutschland ernannt. Ranke forschte u. a. auf dem Gebiet des Tetanus und der Kraniometrie. Er untersuchte besonders die Schädelformen in Süddeutschland und die Frage der „Rundschädeligkeit“. Ranke veröffentlichte zahlreiche physiologische Fachliteratur. Als sein Hauptwerk gilt die anthropologische Studie Der Mensch, die 1886 und 1887 in zwei Bänden im Bibliographischen Institut in Leipzig erschien.

## Wirken
Ranke war ein reges Gründungsmitglied der „Münchener Gesellschaft für Anthropologie, Ethnologie und Urgeschichte“, die 1870 ins Leben gerufen wurde. Im Rahmen seiner Lehrtätigkeit hatte Johannes Ranke zu Demonstrationszwecken eine private Lehrsammlung zusammengetragen. Sie umfasste neben Originalfunden auch Nachbildungen prähistorischer Objekte – überwiegend aus Bayern – und war provisorisch im dritten Stockwerk der Alten Akademie in der Neuhauser Straße untergebracht. Im Frühjahr 1885 gründete Ranke mit Gleichgesinnten aus der Münchener Anthropologischen Gesellschaft einen Museums-Verein für Vorgeschichtliche Alterthümer Baierns mit dem Ziel, auf ein prähistorisches Zentralmuseum in Bayern hinzuwirken. Unterstützt von 30 weiteren Leihgebern organisierte er vom 11. März bis zum 7. April 1885 aus eigenen finanziellen Mitteln eine Ausstellung vor- und frühgeschichtlicher Funde aus Bayern. Einen Großteil der Exponate schenkte Ranke dem bayerischen Staat. Seine Bitte, diese Schenkung zu akzeptieren, wurde am 31. August 1885 offiziell beantwortet:
„S. M. der König Ludwig II. hat von der schenkungsweisen Abtretung Ihrer prähistorischen Sammlung an den Staat allergnädigst Kenntnis genommen und zu befehlen geruht, daß Ihnen für die in dieser Schenkung zu erblickende opferwillige Förderung wissenschaftlicher Interessen die Allerhöchste Anerkennung ausgesprochen wird.“
Am 14. Oktober 1885 wurde die Prähistorische Sammlung als Abteilung der Paläontologischen Sammlung gegründet, zu deren ehrenamtlichen Leiter Ranke berufen wurde. Am 7. Februar 1889 wurde das Institut als Conservatorium der Prähistorischen Sammlung des Staates ein selbständiges wissenschaftliches Museum. Die Vereinigung aller prähistorischen Funde in einem bayerischen Zentralmuseum, für das sich Ranke lebenslang einsetzte, sollte er jedoch nicht mehr erleben. Sie fand erst 1934 statt (siehe Geschichte der Archäologische Staatssammlung).
Johannes Ranke war Mitglied der Bayerischen Akademie der Wissenschaften und der Deutschen Akademie der Naturforscher Leopoldina. 1895 wurde er Ehrenmitglied der Berliner Gesellschaft für Anthropologie, Ethnologie und Urgeschichte.

## Werke
- Kohlenstoff- und Stickstoff-Ausscheidung des ruhenden Menschen. In: Archiv für Anatomie, Physiologie und wissenschaftliche Medicin. 1862, S. 311–380; siehe auch edocs.ub.uni-frankfurt.de (Memento vom 6. Januar 2013 im Webarchiv archive.today)
- Tetanus. Eine physiologische Studie. Engelmann, Leipzig 1865.
- Die Lebensbedingungen der Nerven. Nach Untersuchungen aus dem Laboratorium des Reisingerianum's in München als Fortsetzung der Studien über Tetanus. Engelmann, Leipzig 1868.
- Grundzüge der Physiologie des Menschen mit Rücksicht auf die Gesundheitspflege und das praktische Bedürfniss des Arztes. Engelmann, Leipzig 1868.
- Die Ernährung des Menschen. Oldenbourg, München 1876. (Naturkräfte, Band 19)
- Das Blut. Eine physiologische Skizze. Oldenbourg, München 1878. (Naturkräfte, Band 28)
- Anfänge der Kunst. Anthropologische Beiträge zur Geschichte des Ornaments. Habel, Berlin 1879. (Sammlung gemeinverständlicher wissenschaftlicher Vorträge, Serie 14, Heft 318) (Digitalisat)
- Der Mensch. 2 Bände, Bibliographisches Institut, Leipzig (u. a.)
  - Band 1: Entwicklung, Bau und Leben des menschlichen Körpers. 1886. „Der Mensch“, 1. Band (1890) bei Biolib. Der Mensch, 1. Band (1886) bei archive.org.
  - Band 2: Die heutigen und vorgeschichtlichen Menschenrassen. 1887. Der Mensch, 2. Band (1887) bei archive.org.
- Diluvium und Urmensch. Bibliographisches Institut, Leipzig 1895. (Meyers Volksbücher, Band 1101/1103)